# AIP-podmornica
AIP-podmornica je vsaka podmornica, ki ima od površinskega zraka neodvisen pogonski sklop (jedrski pogon ne spada med AIP-pogone) 

## AIP-tehnologija
Nove naloge v podmorniškem vojskovanju zahtevajo dolge potope in nezaznavnost. Podvodna avtonomija klasičnega dizel-električnega pogona je približno 2-3 dni, nato pa je potrebno izpluti na površje in napolniti baterije. Ta prehod je nevaren, lahko ga je zaznati in tako vpliva na uporabnost podmornice. Strokovnjaki na te nove zahteve odgovarjajo z vrsto AIP-tehnologij. AIP-tehnika omogoča potope dolge tudi nekaj tednov pri zmanjšani hitrosti. AIP-pogoni ne nadomestijo glavnega dizel-električnega pogona, ga samo dopolnjujejo in med potopi povečajo kapaciteto baterijskega polja, za daljše podvodno delovanje.
Poznamo naslednje AIP-tehnologije (po kronološkem sosledju):

### Walterjev proces
Walterjev proces je razvil prof. Hellmuth Walter med letoma 1936 in 1945. Približno 80 % vodikovega peroksida (H2O2) se razstavi na kisik in vodno paro pri približno 450 °C. V mešanico nato vbrizgamo še gorivo, ki zgori s kisikom iz mešanice v še več pare in CO2. Pline preko prašnih filtrov dovedemo v turbino, ki poganja elektromotor. Slaba stran tega načela je, da mora turbina premagovati tlačno razliko med notranjim in hidrostatičnim tlakom. Z uporabo vmesnega kompresorja lahko znižamo porabo peroksida za 25 %. S posrednim obtokom (toplota upari kapljevino v zaprtem turbinskem sistemu) se poraba zmanjša še za dodatnih 40 %, vendar zahteva taka ureditev več prostora.
Prva preizkusna podmornica z Walterjevim načelom je bila V-80 leta 1939. Z najosnovnejšo različico Walterjevega pogona je razvila moč 1500 kW in imela podvodno hitrost 28 vozlov.
Serijska podmornica tipa 26 je leta 1944 imela naslednje lastnosti:
- podvodna avtonomija 144 milj pri 24 vozlih (Walterjev pogon)
- podvodna avtonomija 100 milj pri 4 vozlih (tihi elektromotor)
- površinska avtonomija 7500 milj pri 10 vozlih (dizelski motor)

### Krožni cikel
Tehnologija krožnega cikla uporablja standarden dizelski motor, podvodno delovanje mu omogoča shranjeni kisik (navadno tekoči kisik). Zaradi premočne oksidacije, ki nastane ob stiku kovine motorja s čistim kisikom, čisti kisik pred uporabo premešajo z izpušnimi plini. Ker pri podvodnem zagonu dizelskega motorja še ni izpušnih plinov, kisik pred vstopom v zgorevalni prostor premešajo z argonom.

### Stirlingov proces
Stirlingov stroj je posredni toplotni stroj. Vir toplote v nasprotju z motorji z notranjim zgorevanjem ni reakcija v valju, ampak neki zunanji izvir, ki motorju toploto preda preko sten valjev. Za delovanje potrebujemo enakomeren dovod in odvod toplote in dovolj veliko temperaturno razliko. V motorju je delovni plin zaprt, se ne izmenjuje z okolico.
Vir toplote pri podmorniških sklopih s Stirlingovim motorjem je zgorevanje kisika z dizelskim gorivom. Tlak v zgorevalni posodi je višji od zunanjega hidrostatičnega, zato lahko izpušne pline raztopljene v vodi izpustimo neposredno brez vmesnega kompresorja. Kisik, potreben za zgorevanje je shranjen v tekoči obliki pri zelo nizkih temperaturah. Avtonomija je neposredno povezana z velikostjo zalog tekočega kisika.

### Gorivne celice
Gorivne celice so najnaprednejša tehnologija v podmorniških pogonskih sklopih. Prva podmornica, ki uporablja celice je nemška tip 212. Gorivne celice so izvir električne energije, ki nastane med združevanjem molekul H2 in O2 v molekule vode. Obe komponenti sta shranjeni v tekoči obliki. Gorivne celice so najtišji delujoči vir energije v podmornicah. Ker proizvajajo električno energijo, lahko baterijska polja prepolovimo, v pridobljeni prostor pa namestimo rezervoarje za obe komponenti.